# Pomnik 200-lecia Konstytucji 3 Maja i Odzyskania Niepodległości w Lesznie
Pomnik 200-lecia Konstytucji 3 Maja i Odzyskania Niepodległości w Lesznie – pomnik upamiętniający dwa wydarzenia: uchwalenie Konstytucji 3 maja oraz odzyskanie przez Polskę niepodległości.

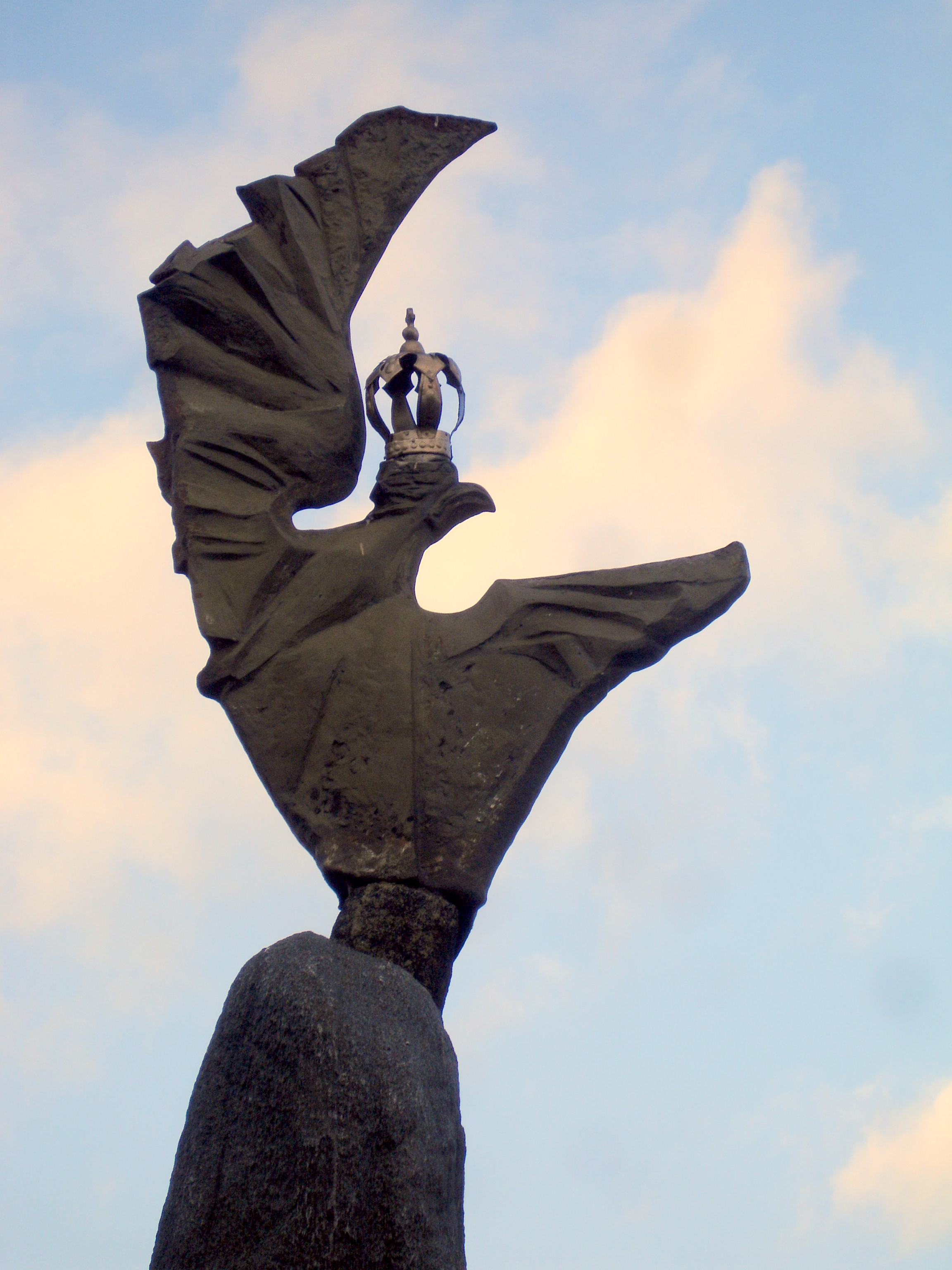
Orzeł w koronie

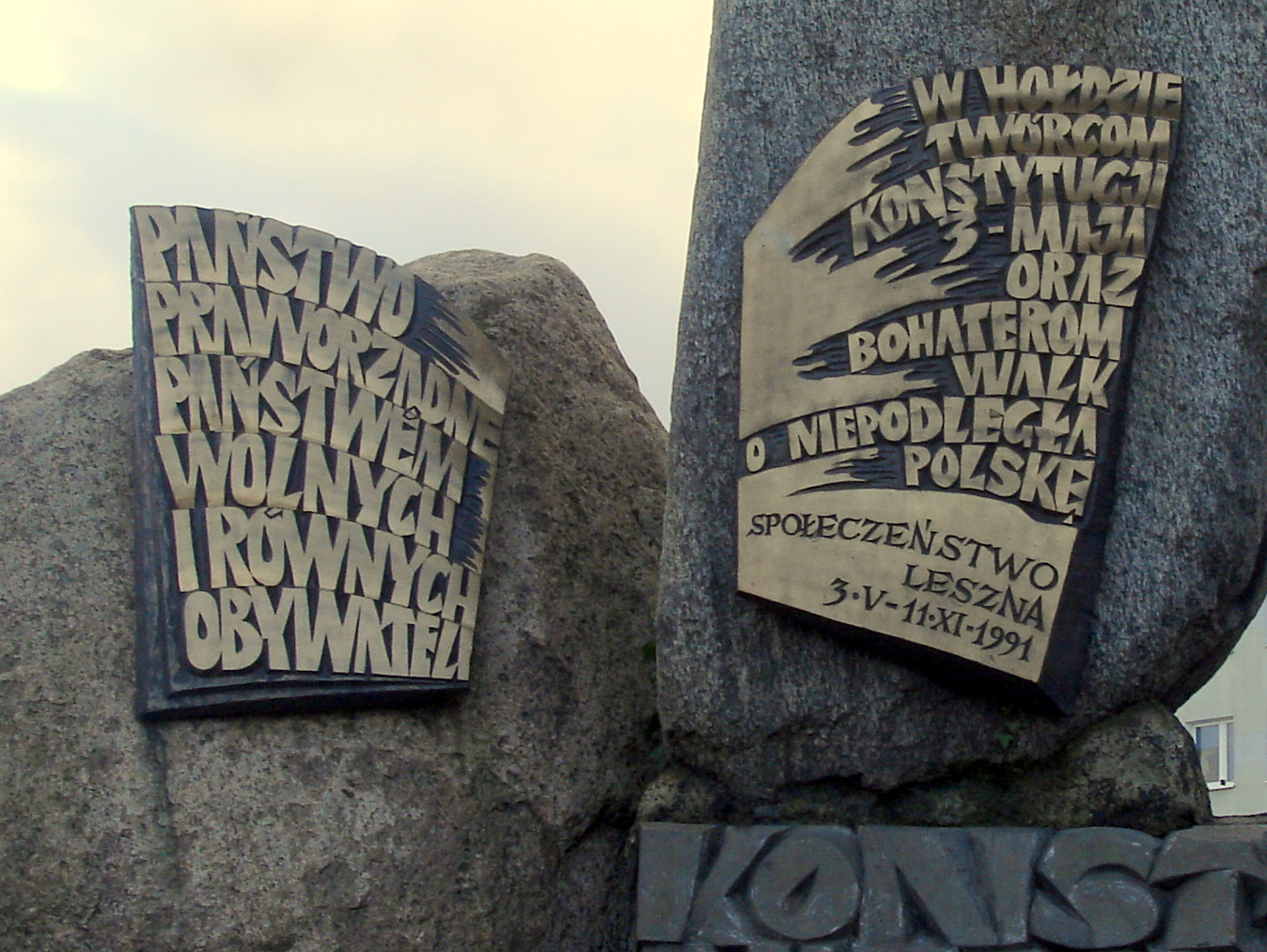
Tablice z przesłaniem pomnika

Monument powstał z inicjatywy leszczyńskiego lekarza, ówczesnego senatora, Bolesława Szudejki. Społeczny Komitet Budowy pomnika projekt jego realizacji powierzył leszczyńskiemu artyście Ireneuszowi Daczce. Pomnik powstały według jego propozycji składa się z kilku elementów. Najważniejszym z nich jest stylizowany mosiężny orzeł w koronie, który umieszczony jest na najwyższym głazie. Pod nim znajdują się cztery tablice zawierające przesłanie dzieła. Wokół, na mniejszych głazach, umieszczono daty związane z historią walk Polaków o niepodległość.
Odlewy na potrzeby pomnika wykonała Leszczyńska Fabryka Pomp, głazów zaś dostarczył Zootechniczny Zakład Doświadczalny w Pawłowicach. 
Monument stoi na skwerze przy zbiegu ulicy Niepodległości i Alei Konstytucji 3 Maja. Jego odsłonięcia dokonano w przeddzień Święta Niepodległości, 10 listopada 1991 roku. Każdego roku, w trakcie obchodów Narodowego Święta Niepodległości oraz Święta Narodowego Trzeciego Maja, skwer przy pomniku jest miejscem manifestacji patriotycznych społeczeństwa Leszna.